# Пинчешть (Нямц)
Пинчешть, Пинчешті (рум. Pâncești) — село у повіті Нямц в Румунії. Входить до складу комуни Пинчешть.
Село розташоване на відстані 286 км на північ від Бухареста, 59 км на схід від П'ятра-Нямца, 43 км на південний захід від Ясс.

## Населення
За даними перепису населення 2002 року у селі проживали 706 осіб, усі — румуни. Усі жителі села рідною мовою назвали румунську.